# Masicera disputans
Masicera disputans là một loài ruồi trong họ Tachinidae.